# Bernd Thijs
Bernd Thijs, né le 28 juin 1978 à Hasselt, est un footballeur belge. Entre 1999 et 2010, il compte 16 sélections en équipe nationale belge, pour 7 capes officielles.
Il a joué autrefois pour le KSK Wellen, le Standard de Liège, le Racing Genk, le Borussia Mönchengladbach (en Allemagne) et Trabzonspor (en Turquie). 
Thijs a joué sept matches pour l'équipe nationale de la Belgique et il était dans la sélection de Robert Waseige (l'entraîneur qui l'a lancé dans le grand bain de la division 1 en 1995) à la Coupe du monde 2002.
Bernd Thijs, reconnaissable par sa tignasse rousse, est surtout connu pour son style sobre, ses longs shots ciblés et ses coups francs très précis. Il joue la plupart du temps comme milieu défensif, mais il peut également jouer un cran plus haut. Parfois l'entraîneur l'utilise également comme solution de remplacement en défense centrale. Il est le capitaine de l'équipe de La Gantoise.
En avril 2014, à la suite du licenciement de son entraîneur Mircea Rednic, Bernd Thijs met fin à sa carrière de joueur pour épauler l'entraineur adjoint Peter Balette.

## Palmarès
- Jupiler Pro League avec le Racing Genk en 2002.
- Cofidis Cup avec La Gantoise en 2010.